# Kagganahalli, Mulbagal
Kagganahalli là một làng thuộc tehsil Mulbagal, huyện Kolar, bang Karnataka, Ấn Độ.